# Coupe du monde de ski de fond 2013-2014
Navigation
Édition précédente Édition suivante
La 33e édition de la Coupe du monde de ski de fond se déroule du 29 novembre 2013 au 16 mars 2014.

## Classements
Au 16 mars 2014

### Classements généraux
| Rang | Nom                    | Points |
| ---- | ---------------------- | ------ |
| 1    | Martin Johnsrud Sundby | 1534   |
| 2    | Alexander Legkov       | 980    |
| 3    | Alex Harvey            | 766    |
| 4    | Chris Andre Jespersen  | 739    |
| 5    | Calle Halfvarsson      | 615    |
| 6    | Daniel Richardsson     | 543    |
| 7    | Petter Northug         | 539    |
| 8    | Sjur Røthe             | 535    |
| 9    | Pål Golberg            | 510    |
| 10   | Maxim Vylegzhanin      | 486    |

| Rang | Nom                        | Points |
| ---- | -------------------------- | ------ |
| 1    | Therese Johaug             | 1545   |
| 2    | Marit Bjørgen              | 1498   |
| 3    | Astrid Uhrenholdt Jacobsen | 974    |
| 4    | Heidi Weng                 | 951    |
| 5    | Kerttu Niskanen            | 883    |
| 6    | Kikkan Randall             | 841    |
| 7    | Charlotte Kalla            | 783    |
| 8    | Krista Lähteenmäki         | 726    |
| 9    | Denise Herrmann            | 704    |
| 10   | Ingvild Flugstad Østberg   | 684    |

### Classements de distance
| Rang | Nom                    | Points |
| ---- | ---------------------- | ------ |
| 1    | Martin Johnsrud Sundby | 648    |
| 2    | Alexander Legkov       | 546    |
| 3    | Daniel Richardsson     | 389    |
| 4    | Chris Andre Jespersen  | 354    |
| 5    | Alex Harvey            | 342    |

| Rang | Nom             | Points |
| ---- | --------------- | ------ |
| 1    | Therese Johaug  | 750    |
| 2    | Marit Bjørgen   | 705    |
| 3    | Kerttu Niskanen | 502    |
| 4    | Charlotte Kalla | 473    |
| 5    | Heidi Weng      | 448    |

### Classements de sprint
| Rang | Nom                 | Points |
| ---- | ------------------- | ------ |
| 1    | Ola Vigen Hattestad | 363    |
| 2    | Eirik Brandsdal     | 355    |
| 3    | Josef Wenzl         | 306    |
| 4    | Teodor Peterson     | 297    |
| 5    | Nikita Kriukov      | 277    |

| Rang | Nom                      | Points |
| ---- | ------------------------ | ------ |
| 1    | Kikkan Randall           | 558    |
| 2    | Denise Herrmann          | 496    |
| 3    | Marit Bjørgen            | 433    |
| 4    | Ingvild Flugstad Østberg | 426    |
| 5    | Maiken Caspersen Falla   | 320    |

### Globes de cristal et titres olympiques à l'issue de la saison
| Disciplines        | Disciplines        | Globes de cristal      | Champions olympiques |
| ------------------ | ------------------ | ---------------------- | -------------------- |
| Général            | Général            | Martin Johnsrud Sundby |                      |
| Sprint             | Sprint             | Ola Vigen Hattestad    | Ola Vigen Hattestad  |
| Sprint par équipes | Sprint par équipes |                        | Finlande             |
| Relais             | Relais             | Suède                  |                      |
| D i s t            | Individuelle       | Martin Johnsrud Sundby | Dario Cologna        |
| D i s t            | Skiathlon          | Martin Johnsrud Sundby | Dario Cologna        |
| D i s t            | Départ en ligne    | Martin Johnsrud Sundby | Alexander Legkov     |

| Disciplines        | Disciplines        | Globes de cristal | Championnes olympiques |
| ------------------ | ------------------ | ----------------- | ---------------------- |
| Général            | Général            | Therese Johaug    |                        |
| Sprint             | Sprint             | Kikkan Randall    | Maiken Caspersen Falla |
| Sprint par équipes | Sprint par équipes |                   | Norvège                |
| Relais             | Relais             | Suède             |                        |
| D i s t            | Individuelle       | Therese Johaug    | Justyna Kowalczyk      |
| D i s t            | Skiathlon          | Therese Johaug    | Marit Bjørgen          |
| D i s t            | Départ en ligne    | Therese Johaug    | Marit Bjørgen          |

## Calendrier et podiums

### Hommes

#### Épreuves individuelles
| Étape                                                        | Lieu                                     | Épreuve                                  | Date                                     | Vainqueur              | Deuxième               | Troisième              |
| ------------------------------------------------------------ | ---------------------------------------- | ---------------------------------------- | ---------------------------------------- | ---------------------- | ---------------------- | ---------------------- |
| Nordic Opening (29 novembre au 1er décembre 2013)            |                                          |                                          |                                          |                        |                        |                        |
| 1                                                            | Kuusamo                                  | Sprint style classique                   | 29 novembre 2013                         | Eirik Brandsdal        | Anton Gafarov          | Teodor Peterson        |
| 2                                                            | Kuusamo                                  | 10 km classique                          | 30 novembre 2013                         | Lukáš Bauer            | Eldar Roenning         | Dmitri Iaparov         |
| 3                                                            | Kuusamo                                  | 15 km libre avec handicap                | 1er décembre 2013                        | Noah Hoffman           | Maurice Manificat      | Marcus Hellner         |
| 4                                                            | Nordic Opening - Classement final        | Nordic Opening - Classement final        | Nordic Opening - Classement final        | Martin Johnsrud Sundby | Maxim Vylegzhanin      | Alexander Legkov       |
| Fin du Nordic Opening                                        |                                          |                                          |                                          |                        |                        |                        |
| 5                                                            | Lillehammer                              | 15 km classique                          | 7 décembre 2013                          | Paal Golberg           | Alexey Poltoranin      | Didrik Tønseth         |
| 6                                                            | Davos                                    | 30 km libre                              | 14 décembre 2013                         | Maurice Manificat      | Chris Andre Jespersen  | Martin Johnsrud Sundby |
| 7                                                            | Davos                                    | Sprint style libre                       | 15 décembre 2013                         | Anders Gloeersen       | Martti Jylhä           | Sergueï Oustiougov     |
| 8                                                            | Asiago                                   | Sprint style classique                   | 21 décembre 2013                         | Nikita Kriukov         | Alexey Poltoranin      | Gianluca Cologna       |
| Tour de ski (28 décembre 2013 au 5 janvier 2014)             |                                          |                                          |                                          |                        |                        |                        |
| 9                                                            | Oberhof                                  | 3,75 km libre (prologue)                 | 28 décembre 2013                         | Alex Harvey            | Devon Kershaw          | Chris Andre Jespersen  |
| 10                                                           | Oberhof                                  | Sprint style libre                       | 29 décembre 2013                         | Calle Halfvarsson      | Federico Pellegrino    | Martin Johnsrud Sundby |
| 11                                                           | Lenzerheide                              | Sprint style libre                       | 31 décembre 2013                         | Simeon Hamilton        | Alex Harvey            | Martin Johnsrud Sundby |
| 12                                                           | Lenzerheide                              | 15 km classique départ en ligne          | 1er janvier 2014                         | Alexey Poltoranin      | Hannes Dotzler         | Stanislav Voljentsev   |
| 13                                                           | Cortina-Toblach                          | 30 km libre avec handicap                | 3 janvier 2014                           | Martin Johnsrud Sundby | Petter Northug         | Alex Harvey            |
| 14                                                           | Val di Fiemme                            | 10 km classique                          | 4 janvier 2014                           | Petter Northug         | Martin Johnsrud Sundby | Chris Jespersen        |
| 15                                                           | Val di Fiemme                            | 10 km libre avec handicap                | 5 janvier 2014                           | Chris Jespersen        | Sjur Røthe             |                        |
| 16                                                           | Tour de ski - Classement final           | Tour de ski - Classement final           | Tour de ski - Classement final           | Martin Johnsrud Sundby | Chris Jespersen        | Petter Northug         |
| Fin du Tour de ski                                           |                                          |                                          |                                          |                        |                        |                        |
| 17                                                           | Nové Město na Moravě                     | Sprint style libre                       | 11 janvier 2014                          | Sergueï Oustiougov     | Federico Pellegrino    | Alexey Petukhov        |
| 18                                                           | Szklarska Poreba                         | Sprint style libre                       | 18 janvier 2014                          | Alex Harvey            | Josef Wenzl            | Baptiste Gros          |
| 19                                                           | Szklarska Poreba                         | 15 km classique départ en ligne          | 19 janvier 2014                          | Maxim Vylegzhanin      | Evgeniy Belov          | Alexey Poltoranin      |
| 20                                                           | Toblach                                  | 15 km classique                          | 1er février 2014                         | Alexander Legkov       | Dario Cologna          | Marcus Hellner         |
| 21                                                           | Toblach                                  | Sprint style libre                       | 2 février 2014                           | Ola Vigen Hattestad    | Eirik Brandsdal        | Josef Wenzl            |
| Jeux olympiques d'hiver 2014 à Sotchi (8 au 23 février 2014) |                                          |                                          |                                          |                        |                        |                        |
| 22                                                           | Lahti                                    | Sprint style libre                       | 1er mars 2014                            | Paal Golberg           | Alexey Petukhov        | Eirik Brandsdal        |
| 23                                                           | Lahti                                    | 15 km libre                              | 2 mars 2014                              | Martin Johnsrud Sundby | Daniel Richardsson     | Alexander Legkov       |
| 24                                                           | Drammen                                  | Sprint style classique                   | 5 mars 2014                              | Ola Vigen Hattestad    | Paal Golberg           | Maicol Rastelli        |
| 25                                                           | Oslo                                     | 50 km classique départ en ligne          | 8 mars 2014                              | Daniel Richardsson     | Martin Johnsrud Sundby | Alexander Legkov       |
| Finale Coupe du monde (14 au 16 mars 2014)                   |                                          |                                          |                                          |                        |                        |                        |
| 26                                                           | Falun                                    | Sprint style classique                   | 14 mars 2014                             | Teodor Peterson        | Emil Jönsson           | Calle Halfvarsson      |
| 27                                                           | Falun                                    | Skiathlon                                | 15 mars 2014                             | Alex Harvey            | Martin Johnsrud Sundby | Alexander Legkov       |
| 28                                                           | Falun                                    | 15 km libre avec handicap                | 16 mars 2014                             | Martin Johnsrud Sundby | Marcus Hellner         | Anders Gloeersen       |
| 29                                                           | Finale Coupe du monde - Classement final | Finale Coupe du monde - Classement final | Finale Coupe du monde - Classement final | Martin Johnsrud Sundby | Alex Harvey            | Alexander Legkov       |
| Fin de la Finale Coupe du monde                              |                                          |                                          |                                          |                        |                        |                        |

Entre parenthèses, le nombre de sprints intermédiaires

#### Épreuves par équipes
| Étape                                                        | Lieu                 | Épreuve                            | Date             | Vainqueur                                                                       | Deuxième                                                                     | Troisième                                                                   |
| ------------------------------------------------------------ | -------------------- | ---------------------------------- | ---------------- | ------------------------------------------------------------------------------- | ---------------------------------------------------------------------------- | --------------------------------------------------------------------------- |
| 1                                                            | Lillehammer          | Relais (4 × 7,5 km)                | 8 décembre 2013  | Russie Dmitri Iaparov Alexander Bessmertnykh Alexander Legkov Maxim Vylegzhanin | Norvège II Eldar Roenning Chris Andre Jespersen Sjur Røthe Finn Haagen Krogh | Norvège I Paal Golberg Didrik Tønseth Martin Johnsrud Sundby Petter Northug |
| 2                                                            | Asiago               | Sprint par équipes style classique | 22 décembre 2013 | Norvège I Ola Vigen Hattestad Eldar Roenning                                    | Kazakhstan I Nikolay Chebotko Alexey Poltaranin                              | Norvège II Oeystein Pettersen Eirik Brandsdal                               |
| 3                                                            | Nové Město na Moravě | Sprint par équipes style classique | 12 janvier 2014  | Russie I Maxim Vylegzhanin Nikita Kriukov                                       | Norvège I Eldar Roenning Eirik Brandsdal                                     | Norvège II Paal Golberg Ola Vigen Hattestad                                 |
| Jeux olympiques d'hiver 2014 à Sotchi (8 au 23 février 2014) |                      |                                    |                  |                                                                                 |                                                                              |                                                                             |

### Femmes

#### Épreuves individuelles
| Étape                                                        | Lieu                                     | Épreuve                                  | Date                                     | Vainqueur                  | Deuxième                   | Troisième                |
| ------------------------------------------------------------ | ---------------------------------------- | ---------------------------------------- | ---------------------------------------- | -------------------------- | -------------------------- | ------------------------ |
| Nordic Opening (29 novembre au 1er décembre 2013)            |                                          |                                          |                                          |                            |                            |                          |
| 1                                                            | Kuusamo                                  | Sprint style classique                   | 29 novembre 2013                         | Justyna Kowalczyk          | Kikkan Randall             | Denise Herrmann          |
| 2                                                            | Kuusamo                                  | 5 km classique                           | 30 novembre 2013                         | Justyna Kowalczyk          | Marit Bjørgen              | Therese Johaug           |
| 3                                                            | Kuusamo                                  | 10 km libre avec handicap                | 1er décembre 2013                        | Charlotte Kalla            | Therese Johaug             | Marit Bjørgen            |
| 4                                                            | Nordic Opening - Classement final        | Nordic Opening - Classement final        | Nordic Opening - Classement final        | Marit Bjørgen              | Charlotte Kalla            | Therese Johaug           |
| Fin du Nordic Opening                                        |                                          |                                          |                                          |                            |                            |                          |
| 5                                                            | Lillehammer                              | 10 km classique                          | 7 décembre 2013                          | Justyna Kowalczyk          | Charlotte Kalla            | Marit Bjørgen            |
| 6                                                            | Davos                                    | 15 km libre                              | 14 décembre 2013                         | Marit Bjørgen              | Therese Johaug             | Charlotte Kalla          |
| 7                                                            | Davos                                    | Sprint style libre                       | 15 décembre 2013                         | Marit Bjørgen              | Kikkan Randall             | Denise Herrmann          |
| 8                                                            | Asiago                                   | Sprint style classique                   | 21 décembre 2013                         | Justyna Kowalczyk          | Anne Kyllönen              | Maiken Caspersen Falla   |
| Tour de ski (28 décembre 2013 au 5 janvier 2014)             |                                          |                                          |                                          |                            |                            |                          |
| 9                                                            | Oberhof                                  | 2,5 km libre (prologue)                  | 28 décembre 2013                         | Marit Bjørgen              | Astrid Uhrenholdt Jacobsen | Sylwia Jaskowiec         |
| 10                                                           | Oberhof                                  | Sprint style libre                       | 29 décembre 2013                         | Hanna Erikson              | Denise Herrmann            | Ingvild Flugstad Østberg |
| 11                                                           | Lenzerheide                              | Sprint style libre                       | 31 décembre 2013                         | Ingvild Flugstad Østberg   | Astrid Uhrenholdt Jacobsen | Denise Herrmann          |
| 12                                                           | Lenzerheide                              | 10 km classique départ en ligne          | 1er janvier 2014                         | Kerttu Niskanen            | Astrid Uhrenholdt Jacobsen | Therese Johaug           |
| 13                                                           | Cortina vers Toblach                     | 15 km libre avec handicap                | 3 janvier 2014                           | Astrid Uhrenholdt Jacobsen | Therese Johaug             | Anne Kyllönen            |
| 14                                                           | Val di Fiemme                            | 5 km classique                           | 4 janvier 2014                           | Therese Johaug             | Astrid Uhrenholdt Jacobsen | Anne Kyllönen            |
| 15                                                           | Val di Fiemme                            | 9 km libre avec handicap                 | 5 janvier 2014                           | Therese Johaug             | Astrid Uhrenholdt Jacobsen | Elizabeth Stephen        |
| 16                                                           | Tour de ski - Classement final           | Tour de ski - Classement final           | Tour de ski - Classement final           | Therese Johaug             | Astrid Uhrenholdt Jacobsen | Heidi Weng               |
| Fin du Tour de ski                                           |                                          |                                          |                                          |                            |                            |                          |
| 17                                                           | Nové Město                               | Sprint style libre                       | 11 janvier 2014                          | Kikkan Randall             | Laurien Van Der Graaff     | Ingvild Flugstad Østberg |
| 18                                                           | Szklarska Poreba                         | Sprint style libre                       | 18 janvier 2014                          | Kikkan Randall             | Denise Herrmann            | Vesna Fabjan             |
| 19                                                           | Szklarska Poreba                         | 10 km classique départ en ligne          | 19 janvier 2014                          | Justyna Kowalczyk          | Yulia Tchekaleva           | Julia Ivanova            |
| 20                                                           | Toblach                                  | 10 km classique                          | 1er février 2014                         | Marit Bjørgen              | Therese Johaug             | Charlotte Kalla          |
| 21                                                           | Toblach                                  | Sprint style libre                       | 2 février 2014                           | Marit Bjørgen              | Denise Herrmann            | Ingvild Flugstad Østberg |
| Jeux olympiques d'hiver 2014 à Sotchi (8 au 23 février 2014) |                                          |                                          |                                          |                            |                            |                          |
| 22                                                           | Lahti                                    | Sprint style libre                       | 1er mars 2014                            | Kikkan Randall             | Katja Visnar               | Sophie Caldwell          |
| 23                                                           | Lahti                                    | 10 km libre                              | 2 mars 2014                              | Marit Bjørgen              | Charlotte Kalla            | Therese Johaug           |
| 24                                                           | Drammen                                  | Sprint style classique                   | 5 mars 2014                              | Maiken Caspersen Falla     | Marit Bjørgen              | Stina Nilsson            |
| 25                                                           | Oslo                                     | 30 km classique départ en ligne          | 9 mars 2014                              | Marit Bjørgen              | Therese Johaug             | Kerttu Niskanen          |
| Finale Coupe du monde (14 au 16 mars 2014)                   |                                          |                                          |                                          |                            |                            |                          |
| 26                                                           | Falun                                    | Sprint style classique                   | 14 mars 2014                             | Marit Bjørgen              | Ingvild Flugstad Østberg   | Stina Nilsson            |
| 27                                                           | Falun                                    | Skiathlon                                | 15 mars 2014                             | Therese Johaug             | Marit Bjørgen              | Kerttu Niskanen          |
| 28                                                           | Falun                                    | 10 km libre avec handicap                | 16 mars 2014                             | Therese Johaug             | Marit Bjørgen              | Heidi Weng               |
| 29                                                           | Finale Coupe du monde - Classement final | Finale Coupe du monde - Classement final | Finale Coupe du monde - Classement final | Therese Johaug             | Marit Bjørgen              | Heidi Weng               |
| Fin de la Finale Coupe du monde                              |                                          |                                          |                                          |                            |                            |                          |

Entre parenthèses, le nombre de sprints intermédiaires

#### Épreuves par équipes
| Étape                                                        | Lieu                 | Épreuve                            | Date             | Vainqueur                                                                 | Deuxième                                                                       | Troisième                                                                    |
| ------------------------------------------------------------ | -------------------- | ---------------------------------- | ---------------- | ------------------------------------------------------------------------- | ------------------------------------------------------------------------------ | ---------------------------------------------------------------------------- |
| 1                                                            | Lillehammer          | Relais (4 × 5 km)                  | 8 décembre 2013  | Norvège I Heidi Weng Therese Johaug Kristin Stoermer Steira Marit Bjørgen | Finlande Aino-Kaisa Saarinen Anne Kylloenen Kerttu Niskanen Krista Lähteenmäki | États-Unis I Kikkan Randall Sadie Bjornsen Elizabeth Stephen Jessica Diggins |
| 2                                                            | Asiago               | Sprint par équipes style classique | 22 décembre 2013 | Finlande Aino-Kaisa Saarinen Anne Kylloenen                               | Norvège I Ingvild Flugstad Østberg Maiken Caspersen Falla                      | Allemagne I Denise Herrmann Katrin Zeller                                    |
| 3                                                            | Nové Město na Moravě | Sprint par équipes style classique | 12 janvier 2014  | Norvège I Maiken Caspersen Falla Ingvild Flugstad Østberg                 | Finlande Mona-Lisa Malvalehto Aino-Kaisa Saarinen                              | Russie II Evgenia Shapovalova Julia Ivanova                                  |
| Jeux olympiques d'hiver 2014 à Sotchi (8 au 23 février 2014) |                      |                                    |                  |                                                                           |                                                                                |                                                                              |